# Alphonse Couturier (libéral)
Pour les articles homonymes, voir Alphonse Couturier et Couturier.
Cet article concerne le député libéral. Pour le député unioniste, voir Alphonse Couturier (unioniste).
Alphonse Couturier (Sainte-Hélène, 15 décembre 1902 - Sainte-Foy, 11 août 1995) est un ancien député libéral à l'Assemblée nationale du Québec.

## Biographie
Il s'est présenté une première fois, sans succès, pour le Parti libéral du Québec à l'élection de 1952 dans la circonscription de Rivière-du-Loup. Il a toutefois été élu lors des trois élections suivantes en 1956, 1960 et 1962.
Il a occupé de 1960 à 1965 le poste de ministre de la Santé.
Il a été défait par l'unioniste Gérard Lebel à l'élection de 1966.